# Gertrud Rogg
Gertrud Rogg (* 13. Januar 1960) ist eine deutsche Journalistin, Autorin und Chefredakteurin.

## Leben
Rogg wuchs in Bonndorf im Schwarzwald auf. Seit dem 16. Juni 1993 ist sie in der Zentrale des Deutschen Caritasverbandes in Freiburg im Breisgau tätig.
Seit Juli 2005 ist Gertrud Rogg als Chefredakteurin für die Publikationen des Verbandes tätig.
Sie ist Chefredakteurin unter anderem für das Magazin neue caritas  und das Fachmagazin für soziales Handeln Sozialcourage verantwortlich, welches mit einer Auflage von 148.000 Exemplaren vierteljährlich verlegt wird.

## Haltung
Rogg glaubt fest daran, dass kirchlich geprägte Organisationen sich für ihre Mitarbeitenden unabhängig von der privaten Lebenssituation einsetzen müssen. Eine mögliche Kündigung eines alternativ lebenden Mitarbeiters könnte dabei ein Ärgernis sein.

## Publikationen
- (Hrsg.): Alle Kinder befähigen. Das Buch zur Initiative. Lambertus, Freiburg i. Br. 2007, ISBN 978-3-7841-1703-4.
- Johara Berriane, Stephan Günther: Schulen ohne Bildung. Über das Leben von Koranschülern im Sahel. Mit Fotografien von Jorge Neto und Gertrud Rogg. Deutscher Caritasverband, Freiburg i. Br. 2010, OCLC 724791253.
- (Red.): Studie zu Bildungschancen – was wirklich zählt. Freiburg im Breisgau: Deutscher Caritasverband, 2012, OCLC 934735228.
- mit Thomas Becker, Manuela Blum, Bernhard Seiterich, Markus Harmann (Hrsg.): Zusammen sind wir Heimat. (= Sozialcourage. Spezialausgabe). Deutscher Caritasverband, Freiburg i. Br. 2016, OCLC 968295763.
- mit Thorsten Hinz, Katja Werner (Red.): Technische Assistenz ermöglicht Teilhabe (= CBP-Spezial.) Caritas Behindertenhilfe und Psychiatrie, Freiburg i. Br. 2017, ISBN 978-3-9800359-9-6.
- mit Thomas Becker, Manuela Blum, Bernhard Seiterich, Markus Harmann (Red.): Jeder Mensch braucht ein Zuhause (= Sozialcourage. Spezialausgabe). Deutscher Caritasverband, Freiburg i. Br. 2017, OCLC 1018221561.
- mit Thomas Becker, Manuela Blum, Bernhard Seiterich, Markus Harmann, Sebastian Schoknecht (Red.): Sozial braucht digital (= Sozialcourage. Spezialausgabe). Deutscher Caritasverband, Freiburg i. Br. 2018, OCLC 1080920708.